# Tônico (geologia)
Na escala de tempo geológico, o Tônico (português brasileiro) ou Tónico (português europeu) é o período da era Neoproterozoica do éon Proterozoico que está compreendido entre há 1000 milhões de anos e 850 milhões de anos, aproximadamente. O período Tônico sucede o período Steniano da era Mesoproterozoica de seu éon e precede o período Criogeniano de sua era. Como os outros períodos de seu éon, não se divide em épocas.
Tônico vem grego τόνος (tónos), que significa "alongamento". O momento extensional característico desse período corresponde à quebra e desarticulação do supercontinente Rodínia, recém-estabelecido no final do Mesoproterozoico. Na América do Sul esse processo é bem marcado pelos enxames de diques que se distribuem ao longo da costa da Bahia, ao longo do Espinhaço, a sul do Craton do São Francisco e na Amazônia.
Rodínia era o super continente dominante durante o Tônico. Foi centrado um pouco ao sul do equador, e rodeado por um vasto oceano Miroviano. Havia muitos mares interiores, e mais apareceu durante o Tônico. Estromatólitos foram encontrados nos mares interiores (de água doce) e ao longo das costas exteriores (ambiente marinho).